# Auto Viação Bangu
Auto Viação Bangu foi uma empresa brasileira de transporte coletivo urbano da cidade do Rio de Janeiro. Concessionária municipal, era filiada à Rio Ônibus.
Quanto a sua origem, existem duas versões sustentadas por relatos de testemunhos, impressos ou a oficial (NTU), entretanto, esta versão oficial, não corresponde aos documentos (editais, guia rex etc...) da época (anos 60).[carece de fontes?]
Houve a incorporação da Viação Andorinha, e posteriormente a cisão de uma outra empresa com o mesmo nome.
Em 2007, a empresa adquiriu mais de 70 carros desde micros até convencionais automatizados (Mascarello), chegando ao n° de ordem 58780. Em 2008, a empresa se destacou ao ser premiada com o primeiro lugar no 40º Concurso de Comunicação Visual e Pintura de Frota, realizado em âmbito nacional pela revista Transporte Moderno.
Neste dia 23 de março de 2010, a Auto Viação Bangu passou a operar a linha 367 (ex-Feital), que estava sendo operada, em caráter emergencial, pela Transportes Campo Grande. Segundo informações, a TCG teve que entregar a linha, pois a mesma está passando por dificuldades de manutenção em seus carros.
A Viação Bangu passou a atuar dentro dos consórcios Internorte e Santa Cruz, perdendo suas cores, após a padronização imposta pela prefeitura em 2010.
Após greve de funcionários, a empresa encerrou suas atividades em 12 de maio de 2016, alegando dificuldades financeiras.
Suas linhas atualmente são operadas pelo Grupo Redentor (Transportes Barra).